# ショーン・マーカム
ショーン・ミカル・マーカム（Shaun Michal Marcum, 1981年12月14日 - ）は、アメリカ合衆国・ミズーリ州カンザスシティ出身の元プロ野球選手。投手、右投右打。

## 経歴

### プロ入りとブルージェイズ時代
2003年にMLBドラフトでトロント・ブルージェイズから3巡目（全体80位）指名され、プロ入り。2005年9月6日のボルチモア・オリオールズ戦でメジャーデビュー。翌2006年は先発ローテーションの穴埋め的な存在ながら21試合に登板（14先発）。シーズン終盤に好投した。
2007年シーズン当初はリリーフだったが、先発投手陣の相次ぐ故障や不調から先発に回り、12勝を挙げる活躍を見せた。2008年も開幕からローテーションの一員として活躍していたが、8月に不振に陥りマイナー降格。9月に復帰するが、シーズン終了後に左肘のトミー・ジョン手術を受けた。
2009年は開幕からリハビリに専念していたが、7月にA+級ダニーデン・ブルージェイズで実戦復帰を果たした。当初は8月以降のメジャー復帰を目指しているとされたが、チームが地区4位と低迷したこともあり、球団GMのJ・P・リッチアーディはマーカムに無理をさせず、2010年の復帰に向けてじっくり調整させる方針を固めたため、マイナー5試合に調整登板した時点でシーズンを終えた。
2010年はそれまでブルージェイズのエースを担ってきたロイ・ハラデイが移籍したため、彼に代わる開幕投手に指名される。好投するもなかなか勝ち星に恵まれない状況にあったが、5月2日のオークランド・アスレチックス戦で7回1失点の好投で勝ち投手となり、2008年9月以来となる公式戦での勝利投手となった。最終的に自己最多の13勝を挙げ、先発登板数・投球回数・奪三振・WHIPでも自己最高を更新した。

### ブルワーズ時代

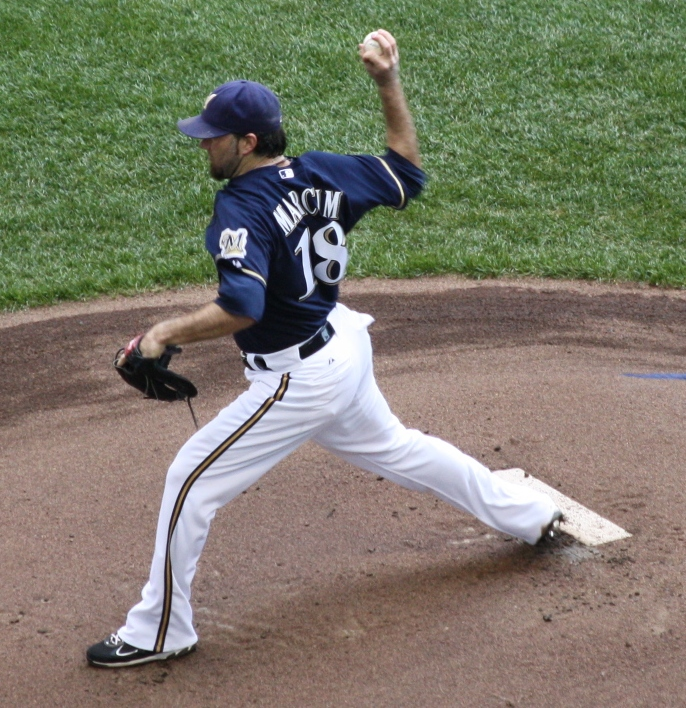
ミルウォーキー・ブルワーズ時代
(2011年6月12日)

2010年シーズン終了後の12月6日、ブレット・ロウリーとのトレードでミルウォーキー・ブルワーズに移籍。ブルワーズは主砲プリンス・フィルダーがFAまであと1年という状況で、契約延長は予算的にほぼ不可能だったため、彼をトレードで放出するかどうか注目を集めていた。しかしブルワーズはフィルダーを放出せず、若手有望株のロウリーを放出して弱点の先発投手陣を強化したことで、2011年シーズンを勝ちにいく姿勢を明確にした。さらに同月19日には、ザック・グレインキーもトレードでブルワーズへ。優勝争いできるチームへの移籍を望んでいたグレインキーは当初、2010年に77勝85敗と負け越したブルワーズを移籍拒否リストに入れていたが、フィルダーを残留させマーカムを獲得したブルワーズの姿勢に考えを改め、移籍を承諾したという。
2011年はレギュラーシーズン33試合に登板、自身最多投球回数となる200回1/3を投げ、13勝7敗、防御率3.54で、ブルワーズ地区優勝に貢献。しかし、ポストシーズンでは先発した3試合（ディヴィジョンシリーズ1試合、リーグチャンピオンシップシリーズ2試合）でいずれも打ち込まれ、0勝3敗・防御率14.90といいところが無く、チームもセントルイス・カージナルスに敗れワールドシリーズ出場を逃した。
2012年10月29日にFAとなった。

### メッツ時代
2013年1月30日にニューヨーク・メッツと1年400万ドルで契約。シーズンでは14試合に登板して1勝10敗・防御率5.29で、7月23日に放出された。

### インディアンス時代
2013年12月16日にクリーブランド・インディアンスとマイナー契約を結んだ。
2014年はメジャーでの登板は無く、傘下のAAA級コロンバス・クリッパーズで8試合に登板して1勝0敗・防御率2.35だった。11月18日にマイナー契約で再契約した。
2015年は4月12日にメジャー昇格したが、14日にDFAとなった。その後、5月20日に再昇格した。6月18日に再びDFAとなり、20日にAAA級コロンバスに配属された。

## 投球スタイル
直球は最速で90マイル（約145km/h）に届く程度だが、チェンジアップ、カーブ、スライダー、カッターを駆使する技巧派。決め球はチェンジアップ。
球速の割に三振がとれ、四球も少ないためK/BBの値は高水準で、2010年のK/BBはアリーグの先発投手の中で3番目に良い値と記録している。その一方でフライボーラーであるため被本塁打が多くなる傾向にあるのが課題である。

## 詳細情報

### 年度別投手成績
| 年 度     | 球 団     | 登 板 | 先 発 | 完 投 | 完 封 | 無 四 球 | 勝 利 | 敗 戦 | セ 丨 ブ | ホ 丨 ル ド | 勝 率 | 打 者 | 投 球 回 | 被 安 打 | 被 本 塁 打 | 与 四 球 | 敬 遠 | 与 死 球 | 奪 三 振 | 暴 投 | ボ 丨 ク | 失 点 | 自 責 点 | 防 御 率 | W H I P |
| --------- | --------- | ----- | ----- | ----- | ----- | -------- | ----- | ----- | -------- | ----------- | ----- | ----- | -------- | -------- | ----------- | -------- | ----- | -------- | -------- | ----- | -------- | ----- | -------- | -------- | ------- |
| 2005      | TOR       | 5     | 0     | 0     | 0     | 0        | 0     | 0     | 0        | 0           | ----  | 32    | 8.0      | 6        | 0           | 4        | 0     | 0        | 4        | 0     | 0        | 0     | 0        | 0.00     | 1.25    |
| 2006      | TOR       | 21    | 14    | 0     | 0     | 0        | 3     | 4     | 0        | 0           | .429  | 357   | 78.1     | 87       | 14          | 38       | 3     | 4        | 65       | 1     | 0        | 44    | 44       | 5.06     | 1.60    |
| 2007      | TOR       | 38    | 25    | 0     | 0     | 0        | 12    | 6     | 1        | 1           | .667  | 660   | 159.0    | 149      | 27          | 49       | 1     | 5        | 122      | 1     | 0        | 76    | 73       | 4.13     | 1.25    |
| 2008      | TOR       | 25    | 25    | 0     | 0     | 0        | 9     | 7     | 0        | 0           | .563  | 630   | 151.1    | 126      | 21          | 50       | 2     | 8        | 123      | 3     | 0        | 60    | 57       | 3.39     | 1.16    |
| 2010      | TOR       | 31    | 31    | 1     | 0     | 0        | 13    | 8     | 0        | 0           | .619  | 800   | 195.1    | 181      | 24          | 43       | 3     | 6        | 165      | 3     | 0        | 84    | 79       | 3.64     | 1.15    |
| 2011      | MIL       | 33    | 33    | 0     | 0     | 0        | 13    | 7     | 0        | 0           | .650  | 823   | 200.2    | 175      | 22          | 57       | 3     | 0        | 158      | 6     | 0        | 84    | 79       | 3.54     | 1.16    |
| 2012      | MIL       | 21    | 21    | 0     | 0     | 0        | 7     | 4     | 0        | 0           | .636  | 527   | 124.0    | 116      | 16          | 41       | 2     | 4        | 109      | 3     | 2        | 57    | 51       | 3.70     | 1.27    |
| 2013      | NYM       | 14    | 12    | 0     | 0     | 0        | 1     | 10    | 0        | 0           | .091  | 334   | 78.1     | 85       | 7           | 21       | 2     | 4        | 60       | 2     | 0        | 48    | 46       | 5.29     | 1.35    |
| 2015      | CLE       | 7     | 6     | 0     | 0     | 0        | 3     | 2     | 0        | 0           | .600  | 142   | 35.0     | 32       | 9           | 11       | 3     | 1        | 30       | 2     | 0        | 21    | 21       | 5.40     | 1.23    |
| 通算：9年 | 通算：9年 | 195   | 167   | 1     | 0     | 0        | 61    | 48    | 1        | 1           | .560  | 4305  | 1030.0   | 957      | 140         | 314      | 19    | 32       | 836      | 21    | 2        | 474   | 450      | 3.93     | 1.23    |

- 「-」は記録なし

### 背番号
- 28 (2005年 - 2010年)
- 18 (2011年 - 2012年)
- 38 (2013年、2015年)